# Thelypteris opposita
Thelypteris opposita là một loài thực vật có mạch trong họ Thelypteridaceae. Loài này được (Vahl) Ching miêu tả khoa học đầu tiên năm 1941.